# Ukrajna hős városa

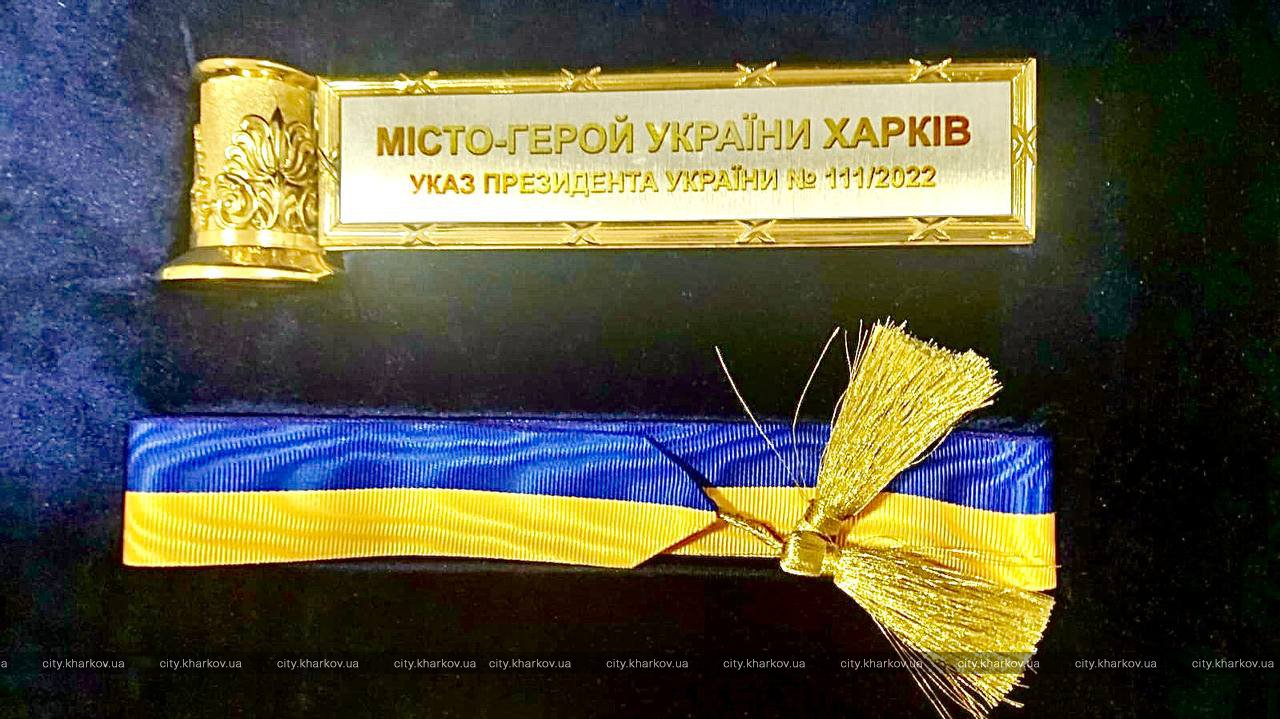
A kitüntetés szimbólumai, amelyeket a városi zászlón helyenek el

Az Ukrajna hős városa (ukránul: Місто-герой України, magyar átírásban: Miszto-heroj Ukrajini) ukrán kitüntető cím, amelyet Ukrajna elnöke alapított 2022. március 6-án. A kitüntetés célja, hogy emléket állítson azon polgároknak, akik kiemelkedően hősiességet és kitartást mutattak városaik védelmében az Ukrajna elleni orosz invázió során. A kitüntető címet Ukrajna elnökének 111/2022 sz. rendelete hirdette ki.
Első alkalommal a kitüntető cím alapításakor, 2022. március 6-án ítélték oda a díjat, akkor hat városnak. Március 24-én újabb négy város kapta meg a címet. 2022. decemberi állapot szerint 10 ukrajnai város rendelkezik az Ukrajna hős városa kitüntető címmel.
Hasonló kitüntetést a szovjet időszakban is adományoztak. A Hős város kitüntetést a második világháborúban nyújtott hősiességért adományozták. 1965-ben három ukrán város (Odessza, Szevasztopol és Kijev), majd 1973-ban további egy ukrajnai város (Kercs) kapott ilyen kitüntetést.
Kijevben a Suljavszka metróállomás mellett, a Győzelem sugárút mentén található második világháborús emlékparkban a kiállított T–34-es harckocsi mellett felállított falakon a szovjet hős városok feliratai szerepeltek. Ezekről 2022 áprilisában aktivisták eltávolították az orosz és a belarusz városok neveit, és helyükre az ukrán hős városok feliratait helyezték.

## A kitüntetett városok
2022. március 6-án kitüntetett városok:
- Csernyihiv
- Harkiv
- Herszon
- Hosztomel
- Mariupol
- Volnovaha

2022. március 24-én kitüntetett városok:
- Bucsa
- Irpiny
- Mikolajiv
- Ohtirka